# 리부아 조너선
조지프 리부아 조너선(영어: Joseph Leabua Jonathan, 1914년 10월 30일~1987년 4월 5일)은 레소토의 두 번째 총리였다. 그는 보궐선거 후 세코냐나 네헤미아 마세리바네 서장의 뒤를 이어 1965년부터 1986년까지 그 직책을 맡았다.

## 어린 시절 및 경력
레리베에서 태어난 조너선은 다른 많은 사람들과 마찬가지로 일부다처제 왕인 모슈슈 1세의 증손자였다.
조너선은 브라크판에서 광산 인두나로 일했지만 추장이었기 때문에 라콜로로 돌아가 1937년부터 바수토랜드의 지방 정부에 관여했고 바수토랜드에서 자치 정부를 모색하는 런던 대표단의 일원이었다.

## 정치 및 총리직
조너선은 천주교로 개종하여 1959년 캐나다 가톨릭 선교사의 지원을 받는 바수토랜드 국민당(BNP)을 창당하였고, 독립 당시 바소토 국민당으로 개명하였다. 1960년 총선에서는 리부아의 당이 4위를 차지했지만 여성은 선거권을 박탈당했다. 1965년 4월 독립 전 선거에서 BNP는 총 60석 중 31석을 차지했고, 결국 1966년 10월 바소토를 독립시킨 합법적인 정부가 되었다. 그러나 지금은 독립을 연기하고 싶은 야당인 BCP와 MFP의 항의에도 불구하고. 리부아 서장은 의원직을 잃었고 나중에 안전한 자리에서 선거에 출마해야 했다. 그는 1965년 7월 7일 총리로 취임했다.
1966년 바수토랜드가 레소토라는 이름으로 독립한 직후, 행정권은 영국 고등판무관으로부터 총리로 이관되었다. 조너선 정부는 남아프리카 공화국에서 평화주의 입장을 취했고, 이는 잠비아, 말라위, 보츠와나, 탄자니아 등 남아프리카의 독립국가들이 레소토가 남아프리카 공화국과 광산에서 일하고 있는 대부분의 사람들에 의해 완전히 둘러싸인 독특한 상황을 이해하면서 지지를 받았다. 또한 조너선은 당시 그와 동시대의 남아프리카 공화국의 총리 헨드릭 페르부르트와 발타자르 요하너스 포르스터와 이치에 맞는 이야기를 할 수 있다고 생각했기 때문이다. 조너선은 바수토랜드 콩그레스당(BCP)과 마레마틀루 자유당(MFP)을 지지하는 남아프리카 공화국 범아프리카주의 회의(PANC)에 적대적이었지만 아프리카민족회의(ANC)에는 우호적이었다. 그는 1973년 이후 망명 중인 BCP 군사조직인 PAC의 지원을 받는 레소토 해방군이 레소토를 겨냥할 준비를 한 후 ANC와 더 긴밀한 관계를 맺었다.

## 몰락 및 사망
1986년 1월 20일, 프리토리아와 범아프리카주의 회의의 르발로 파벌의 압력으로 저스틴 레카냐 소장이 이끄는 군사 쿠데타가 일어나 조너선 정부를 축출했다. 리부아 조너선은 1986년 8월 가택연금되었고 1987년 4월 5일 72세의 나이로 심장마비로 사망했다.